# ایگناسیو آچوکارو
ایگناسیو آچوکارو (اسپانیایی: Ignacio Achúcarro‎; ۳۱ ژوئیهٔ ۱۹۳۶ – ۱۴ اوت ۲۰۲۱) بازیکن فوتبال اهل پاراگوئه بود.
از باشگاه‌هایی که در آن بازی کرده‌است می‌توان به باشگاه فوتبال سویا و باشگاه ورزشی الیمپیا اشاره کرد.
وی همچنین در تیم ملی فوتبال پاراگوئه بازی کرده‌است.